# Depot von Bavoryně
Das Depot von Bavoryně (auch Hortfund von Bavoryně) ist ein Depotfund der frühbronzezeitlichen Aunjetitzer Kultur aus Bavoryně im Středočeský kraj, Tschechien. Es datiert in die Zeit zwischen 1800 und 1600 v. Chr. Das Depot befindet sich heute im Nationalmuseum in Prag.

## Fundgeschichte
Das Depot wurde 1884 erstmals erwähnt, die genauen Fundumstände sind unbekannt. Josef Smolík hielt es beim Ankauf irrtümlich für einen Kleidungsbesatz aus einem Grab.

## Zusammensetzung
Das Depot besteht aus zwei bronzenen Spangenbarren und dem Bruchstück eines dritten. Letzteres ist neuzeitlich abgebrochen und deformiert worden.